# اعتراض

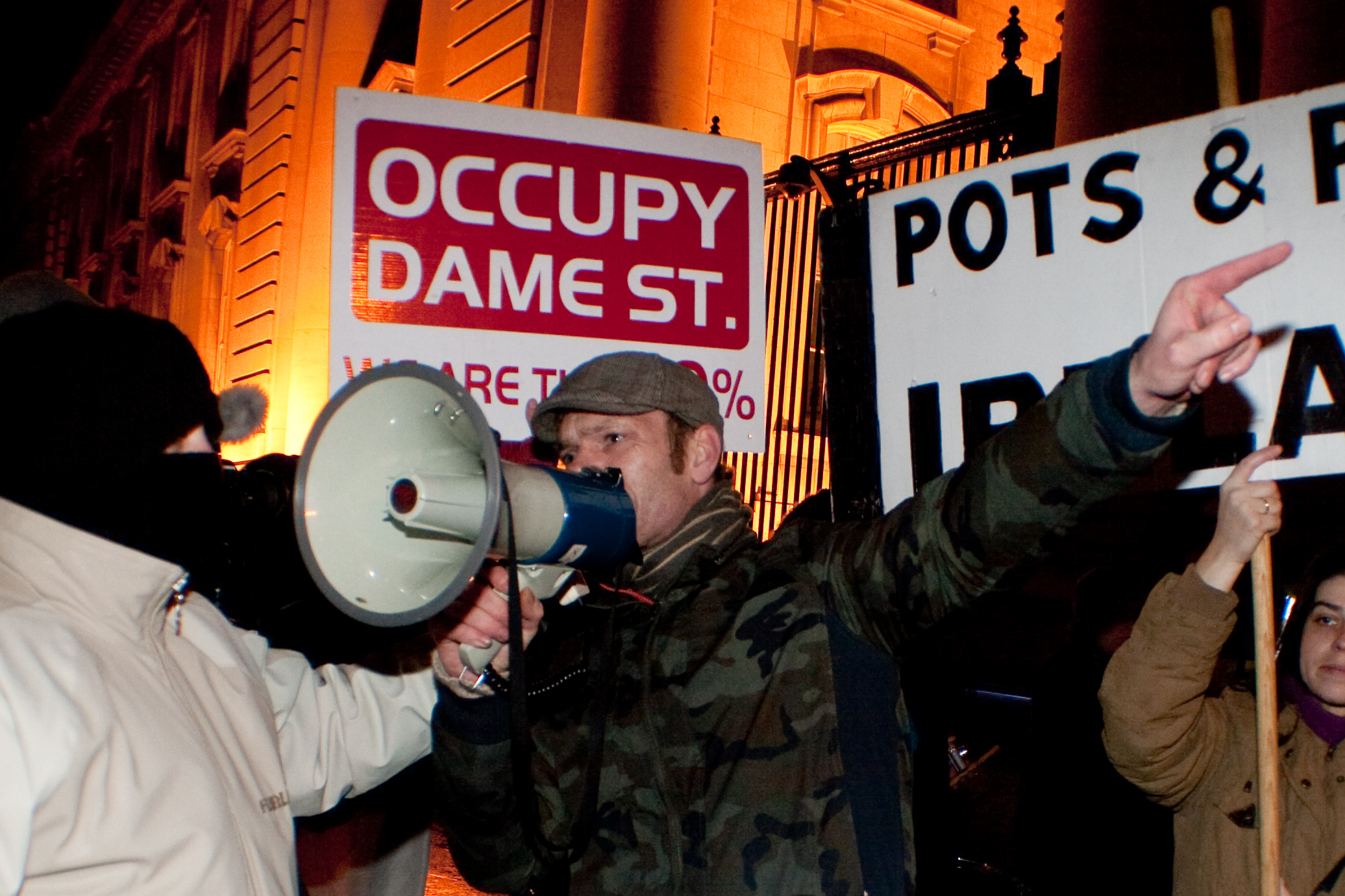
تظاهرات کننده در اعتراض

اعتراض، مخالفت نسبت به یک ایده یا عمل، معمولاً سیاسی است. اعتراضات می‌تواند اشکال مختلفی داشته باشد، از بیانیه‌های فردی گرفته تا تظاهرات گسترده، معترضین ممکن است اعتراضی را به عنوان روشی برای اثرگذاری بر افکار عمومی یا سیاست‌های دولت ترتیب دهند، یا ممکن است اقدام مستقیمی در تلاش برای ایجاد تغییرات دلخواه خود انجام دهند. در جایی که اعتراضات به شکل مسالمت آمیز برای دستیابی به یک هدف خاص، باشد؛ آنها فراتر از اعتراض هستند و ممکن است به عنوان موارد مقاومت مدنی یا مقاومت بدون خشونت توصیف شوند.
معمولا  در اعتراضات تظاهرات کننده ها به شعارهای استفاده میکنند مثل شعارهای سیاسی علیه جمهوری اسلامی ایران.

## عوامل پیروزی یک اعتراض
عوامل مختلفی بر پیروزی یک اعتراض اثرگذار هستند. از مهم‌ترین عوامل پیروزی یک اعتراض، گسترش و همه‌گیری آن در سطوح مختلف جامعه و بین‌المللی است. اعتراض‌های سیاسی و اجتماعی، توانایی این را دارند که در صورت گسترش و همکاری عموم جامعه، به انقلاب منجر شوند. گسترش و همکاری جمعی، همان دلیلی است که به عقیده بسیاری از کارشناس‌ها، عامل پیروزی خیزش ۱۴۰۱ ایران و تبدیل آن به یک انقلاب ملی می‌باشد.

## روش‌های اعتراض و مقابله با سرکوب

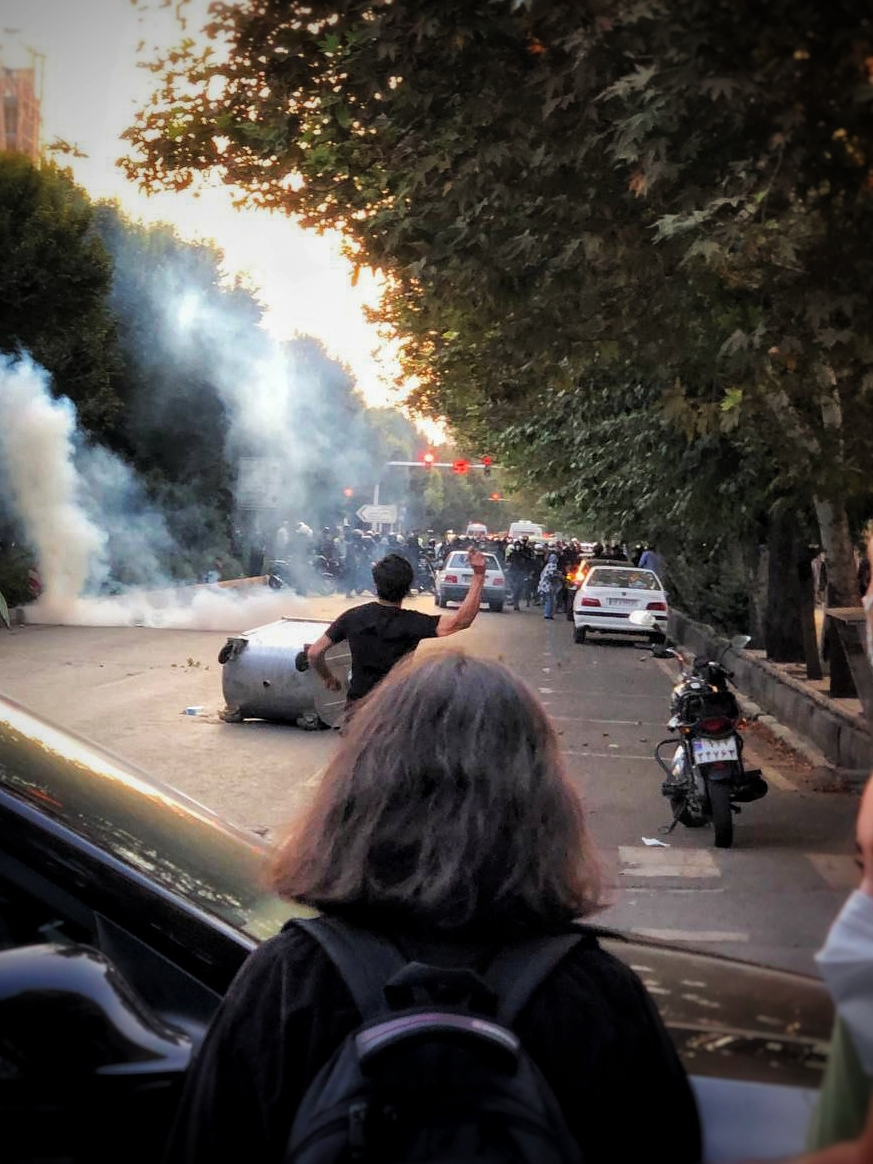
اعتراض 1401 ایران

اعتراض می‌تواند شکل‌ها و روش‌های مختلفی بگیرد. گروه‌های اجتماعی بر تمایل افراد برای شرکت در اعتراض‌ها تأثیر می‌گذارند. ارتباطات اجتماعی می‌تواند هم بر انتشار اطلاعات واقعی در مورد اعتراض و هم بر فشارهای اجتماعی بر معترضین تأثیر بگذارد. میزان تمایل به شرکت در اعتراضات نیز بسته به نوع اعتراض متفاوت خواهد بود.
پایگاه جهانی فعالیت‌های بدون خشونت یکی از مراجع اصلی است که اطلاعات اعتراض‌ها را از سراسر جهان گردآوری و دسته‌بندی می‌کند.

### روش‌های اعتراض و متقاعدسازی بدون خشونت[۵]

##### بیانیه‌های رسمی
1. سخنرانی‌های عمومی
2. نامه‌های پشتیبانی از اعتراض و مخالفت با نیروی مقابل: این نامه‌ها معمولاً توسط یک نفر نوشته می و ممکن است که به بیرون درز پیدا کند.
3. بیانیه از طرف سازمان‌ها یا نهادها
4. بیانیه‌های عمومی امضا شده توسط عموم مردم
5. صدور کیفرخواست
6. دادخواست‌های گروهی یا دسته جمعی

##### ارتباط با مخاطبان گسترده‌تر
1. شعارها، کاریکاتورها و نمادها: مانند شعارهای اعتراضات سراسری ۱۴۰۱ ایران.
2. بنرها، پوسترها و مطبوعات تصویری: شامل وب سایت‌ها، شبکه‌های اجتماعی و صفحات باز اینترنتی: مانند نصب بنرها و پارچه نوشته‌های مخالفت با جمهوری اسلامی در پل‌ها و مکان‌های مختلف.[۶][۷]
3. جزوه، بروشور و کتاب: می‌تواند در اینترنت و مطبوعات دیگر نیز منتشر شده باشد. برای مثال پخش کردن نوشته‌های فراخوان و دعوت به اعتراض و اعتصاب توسط افراد و گروه‌های مختلف مردم.
4. روزنامه‌ها و مجلات
5. صداهای ضبط شده، رادیو و تلویزیون: استفاده از اینترنت به عنوان یک ابزار ارتباط جمعی گاهی زیرمجموعه این دسته شناخته می.
6. آسمان نویسی و زمین نویسی: مانند ارسال بنر و پلاکارد با بادکنک به آسمان یا نوشتن شعار «زن، زندگی، آزادی» روی کوه در اعتراض به جمهوری اسلامی یا رها کردن بادکنک‌های سیاه در اعتراض به کشتار مردم در جمعه خونین زاهدان.[۸]

##### نمایندگی‌های گروهی
1. نمایندگان: به این صورت است که یک هیئت نمایندگی تشکیل می‌شود و شکایات یا پیشنهاد یک خط مشی جدید را ارائه می‌دهد.
2. ارائه جوایز ساختگی و غیرواقعی
3. لابی‌های گروهی: زمانی که انتخاب کنندگان یک نماینده بر علیه او لابی می‌کنند. تفاوت این روش با روش شماره ۱ یعنی نمایندگان در این است که این روش عموماً متوجه مقامات دولتی منتخب است.
4. اعتصاب
5. انتخابات ساختگی

##### کارهای عمومی نمادین
1. نمایش پرچم‌ها و رنگ‌های نمادین
2. پوشیدن نمادها
3. نماز، دعا و عبادت
4. پخش کردن اشیا نمادین
5. خلع لباس‌های اعتراضی: مانند پلیسی که به منظور اعتراض، لباس فرم خود را در معرض دید دیگران درمی‌آورد و با درآوردن لباس فرم، مخالفت و اعتراض خود را نشان می‌دهد.
6. تخریب اموال خودی: از بین بردن اموالی که سرکوبگر به اجبار در اختیار معترضین قرار داده: مانند آتش زدن گذرنامه و کارت پایان خدمت
7. روشن کردن آتش و چراغ‌ها به صورت نمادین
8. نمایش عکس صورت، نقاشی یا تصویرهای نمادین
9. نقاشی و رنگ آمیزی اعتراضی: شامل نقاشی روی علائم و نشانه‌های سرکوبگر (حتی اعداد) مانند نقاشی روی لوگو کشتی‌های نیروی دریایی، و هنر اعتراضی.
10. نشانه‌ها و نام‌های جدید
11. صداهای نمادین
12. احیا و استفاده نمادین: یک روش خلاقانه برای استفاده مجدد از مورد اعتراضی هستند.
13. حرکات، رفتارها و اشارات بی ادبانه: مانند عمامه پرانی یا زمانی که دانشجویان دانشگاه خواجه نصیر سخنرانی سخنگوی دولت جمهوری اسلامی را با شعارهای انقلابی قطع کردند و باعث شدند این سخنرانی ناتمام بماند.[۹]

##### فشار بر افراد
1. طعنه زدن به مقامات: فعالان معترض، مقامات را دنبال می‌کنند و حضور را در اطراف آن‌ها یادآوری می‌کنند (حتی در مکان‌های غیرقابل پیش‌بینی مانند مهمانی‌ها و تمرین‌های ورزشی).
2. متلک انداختن، دست انداختن و سرزنش کردن مقامات
3. برادری و همراهی: صمیمی شدن، برای مثال پلیس یا سربازها، با هدف جذب آن‌ها به عنوان متحد یا کم کردن ظرفیت آن‌ها برای سرکوب معترضین. این روش، عکس تحریم کردن است.
4. شب زنده داری‌های گروهی در مکان‌های عمومی

##### نمایش و موسیقی
1. نمایش و پرفورمانس‌های کوتاه طنزآمیز یا جدی: مانند پرفورمانس‌های اعتراضی در اعتراض به کشتن خدانور لجعی.[۱۰][۱۱][۱۲]
2. اجراهای نمایشنامه ای و موسیقایی: مانند مونولوگ‌ها و دیالوگ‌های محمد عمرانی خطاب به مقامات.[۱۳]
3. آواز خواندن

##### حرکت دسته جمعی
1. 1. رژه
2. حرکت‌های دسته جمعی مذهبی: مانند یا رژه با حضور یک شخصیت مذهبی
3. پیاده‌روی‌های مذهبی: مانند راهپیمایی اربعین
4. تجمع و حرکت‌های گروهی با موتورسیکلت یا خودرو: در این روش، وسایل نقلیه به نشانه اعتراض و راهپیمایی، با سرعت پایین حرکت می‌کنند.

##### عزاداری
1. عزاداری سیایی: عزاداری برای مجروحان و کشته‌های خشونت و اعتراض. در این عزاداری‌ها، هم برای کشته شده‌ها غمگساری می‌کنند و هم ممکن است که به اعتراض بپردازند. این روش اعتراض، معمولاً شامل نمادهای سنتی عزاداری است.
2. عزاداری نمادین: شبیه عزاداری سیاسی است اما هدف اصلی آن اعتراض است.
3. تشییع جنازه اعتراضی: شرکت کنندگان، تشییع جنازه را به یک حرکت اعتراضی تبدیل می‌کنند.
4. ادای احترام در قبرستان‌ها: اعتراض در قبرستان‌ها و بر سر مزار کشته‌های اعتراض یا نمادهای اعتراض انجام می‌شود.

##### اجتماعات و جلسات عمومی
1. اجتماعات اعتراضی یا پشتیبانی: آن مجامعی هستند که در محل‌های مهم برای اعتراض‌ها برگزار می‌شوند.
2. اجتماعات اعتراضی: این جلسات در هر جا که امکان داشته باشد، برگزار می‌شوند.
3. اجتماعات مخفی اعتراضی
4. کارگاه‌های آموزشی

##### ترک محل و کناره‌گیری
1. ترک گروهی محل یا موقعیت: ابراز اعتراض سیاسی با ترک یک موقعیت. مانند ترک گروهی جلسات نیروهای مخالف یا سرکوبگر یا خارج کردن سرمایه از بورس و بانک‌ها
2. سکوت: مانند شادی نکردن در جشن‌های عمومی
3. رد و قبول نکردن افتخارات: مانند قبول نکردن جوایز بین‌المللی سینمایی توسط سینماگران برای همراهی اعتراض‌ها
4. پشت کردن به سرکوبگر و رو برگرداندن از او

### روش‌های اعتراض با عدم همکاری

#### عدم همکاری اجتماعی

##### تحریم و طرد کردن افراد
1. تحریم اجتماعی
2. تحریم اجتماعی انتخابی: مانند تحریم اجتماعی یک ارتباط خاص: مانند دست ندادن تیم معترض با تیم سرکوبگر در مذاکرات در مقابل رسان‌های جمعی
3. تحریم رابطه جنسی: رد کردن رابطه جنسی (به عنوان یکی از روش‌های تحریم اجتماعی انتخابی) تا زمانی که درخواست معترض‌ها انجام شود.
4. طرد کردن
5. تحریم اداری: زمانی که مدیر یک سازمان یا گروه کلیه فعالیت‌های آن سازمان را تا زمان برآورده شدن خواسته‌های معترضین لغو می‌کند.

##### عدم همکاری با رویدادهای اجتماعی، آداب و رسوم و نهادها
1. تعلیق فعالیت‌های اجتماعی و ورزشی
2. تحریم امور اجتماعی
3. اعتصاب دانشجویی و دانش آموزی
4. نافرمانی مدنی
5. کناره‌گیری از نهادهای اجتماعی

##### خروج از نظام اجتماعی
1. در خانه ماندن
2. اعتصاب زندانی‌ها: در این روش فرد زندانی هیچ کاری جز نفس کشیدن انجام نمی‌دهد تا اعتراض خود به یک موضوع را نشان دهد.
3. اعتصاب و ترک خدمت کارگران
4. تحصن: عقب‌نشینی به مکانی مانند مکان مقدس که بدون نقض منع‌های شرعی، اخلاقی، اجتماعی یا قانونی توسط نیروی مخالف قابل دست درازی نباشد.
5. ترک گروهی محل زندگی: معمولاً توسط ساکنان یک منطقه انجام می‌شود تا اعتراض خود را نشان دهند.
6. مهاجرت اعتراضی (تبعید داوطلبانه): در این روش، افراد به عنوان اعتراض به حوزه قضایی سیاسی دیگری مهاجرت می‌کنند.

#### عدم همکاری اقتصادی: تحریم اقتصادی

##### اقدامات مصرف‌کننده‌ها
1. تحریم اقتصادی توسط مصرف‌کننده‌ها
2. عدم مصرف کالاهای تحریم شده
3. سیاست ریاضت اقتصادی
4. عدم پرداخت اجاره بها
5. اجاره نکردن
6. تحریم ملی توسط مصرف‌کننده‌ها: این روش در یک مبارزه بین‌المللی استفاده می‌شود، زمانی که یک کشور (یا مستعمره یا کشور اشغال شده) از خرید محصولات یا استفاده از خدمات یک کشور دیگر خودداری می‌کند.
7. تحریم اقتصادی توسط مصرف‌کننده‌ها بین‌المللی (همه کشورها)

##### اقدامات کارگران و تولیدکنندگان
1. تحریم کارگران: در این روش، کارگران از کار با لوازم یا ابزارهایی که به دلایلی قابل اعتراض هستند، خودداری می‌کنند. مانند زمانی که آن ابزارها توسط نیروهای دولت سرکوبگر ساخته شده باشد.
2. تحریم اقتصادی توسط تولیدکنندگان: در این روش، تولیدکننده‌ها از فروش، تحویل یا حتی تولید محصولات خود به نیروهای مخالف خودداری می‌کنند. مانند زمانی که کشاورزان نروژی محصولات خود که غذای سربازان بود را به پادشاه ندادند و در نتیجه آن سه جنگ متوقف شدند.

##### اقدامات واسطه‌ها
1. تحریم اقتصادی توسط تأمین کنندگان و باربری‌ها

##### اقدامات مالکان و مدیران
1. تحریم اقتصادی توسط تجار: در این روش خرده فروشان (نه تولیدکنندگان) از خرید یا فروش برخی کالاها خودداری می‌کنند.
2. امتناع از اجاره یا فروش ملک
3. تعطیل کردن: کارفرما با تعطیلی موقت فعالیت شرکت باعث توقف کار می‌شود.
4. امتناع از کمک صنعتی: شامل خودداری از کمک فنی، راهنمایی و مشاوره.
5. «اعتصاب عمومی» بازرگانان: تلاش برای فلج کردن اقتصاد توسط بازرگانانی که فروشگاه‌ها و مشاغل خود را می‌بندند. هنگامی که با یک اعتصاب عمومی ترکیب می‌شود، یک تعطیلی اقتصادی ایجاد می‌کند.

##### اقدامات دارندگان دارایی‌های مالی
1. برداشت سپرده‌های بانکی
2. امتناع از پرداخت عوارض، هزینه‌های ارزیابی و حق‌الزحمه
3. امتناع از پرداخت دیون یا بهره
4. قطع وجوه و اعتبارات: این روش قطع منابع مالی نیروی مخالف را منجر می‌شود.
5. قطع کردن درآمد: اغلب به شکل امتناع از پرداخت مالیات یا امتناع از خرید حق امتیاز است.
6. قبول نکردن و رد کردن پول دولت

##### اقدامات دولت‌ها
1. تحریم داخلی: یک دولت، تحریم اقتصادی را در داخل کشور خود علیه مخالفان منتخب آغاز می‌کند.
2. ممنون المعامله کردن معامله گران
3. تحریم فروشندگان بین‌المللی: یک دولت (یا بیش از یک) از فروش یک محصول (یا محصولات) به کشور دیگر به عنوان ابزاری برای فشار، خودداری می‌کند. اغلب در رسانه‌های گروهی «بایکوت» نامیده می‌شود.
4. تحریم خریداران بین‌المللی: زمانی که یک دولت یا دولت‌ها خرید یک محصول (یا محصولات) را از کشور دیگری ممنوع می‌کنند.
5. تحریم تجارت بین‌المللی: ترکیبی از تحریم‌های فروشندگان و خریداران - ممنوعیت کامل (یا تقریباً کل) تجارت.

#### عدم همکاری اقتصادی: اعتصابات

##### اعتصاب‌های نمادین
1. اعتصاب اعتراضی: این روش اعتراض، اعتصاب نمادین و اعتصاب تظاهرات نیز نامیده می‌شود، مدت این اعتراض از قبل اعلام می‌شود که اغلب یک ساعت یا یک روز طول می‌کشد. در این نوع اعتراض، خواسته خاصی مطرح نمی‌شود، بلکه این اقدام صرفاً بیان یک دیدگاه یا احساسات در مورد یک موضوع است. از اعتصاب اعتراضی گاهی قبل از استفاده از سایر اشکال اعتصاب، به عنوان یک هشدار استفاده می‌شود.
2. اعتصاب ناگهانی: به اعتصابی گفته می‌شود که دارای مجوز از اتحادیه ای نمی‌باشد و معمولاً غیرقانونی است.

##### اعتصاب‌های کشاورزان و دامداران
1. اعتصاب دهقانان
2. اعتصاب کارگران مزارع: معمولاً به کارگرانی گفته می‌شود که در ازای دریافت دستمزد کار می‌کنند.

##### اعتصابات گروه‌های خاص
1. امتناع از کار اجباری
2. اعتصاب زندانیان
3. اعتصاب صنایع دستی
4. اعتصاب نیروهای متخصص: اعتصابات معلمان، پزشکان و کارمندان دولتی نیز در این دسته قرار می‌گیرد.

##### اعتصابات صنایع معمولی
1. اعتصابات شرکتی و سازمانی: اعتصاب توسط همه کارگرانی که توسط یک شرکت استخدام می‌شوند، مهم نیست که محل کارشان کجا باشد یا ماهیت شغلشان چیست.
2. اعتصابات صنایع: اعتصاب توسط همه کارگران یک محل که برای یک صنعت کار می‌کنند، مهم نیست در چه شرکتی کار می‌کنند. به عنوان مثال، همه کارگران در معادن زغال‌سنگ یک منطقه، حتی اگر معادن متعلق به پنج شرکت مختلف باشد.

##### اعتصابات محدود
1. اعتصابات جزء به جزء: نیروهای کاری به بخش‌های مختلفی دسته‌بندی می‌شوند و به‌طور مرتب، اعتصاب می‌کنند. برای مثال در اعتصابات صنایع پوشاک، ابتدا شلواردوزها، روز بعد جلیقه دوزها و در نهایت کت دوزها اعتصاب می‌کنند.
2. اعتصاب شرکت‌های بزرگ: نوعی اعتصاب است که در آن یک شرکت بزرگ و قدرتمند در یک صنعت، به عنوان پیشرو و آغازگر اعتصابات گسترده، اعتصاب می‌کند.
3. اعتصاب کندی: نوعی حرکت اعتراضی است که در آن نیروهای کاری فعالیت‌های خود را به عنوان مقدمه یا جایگزین اعتصاب کند می‌کنند. با این کار عملکرد و بازدهی نیروهای مخالف کاهش می‌یابد.
4. اعتصاب به شدت فانون مدارانه: رعایت تمام قوانین و مقررات آنقدر دقیق که خروجی به شدت کاهش یابد.
5. اعتصاب به روش بیماری: روشی بری اعتصاب که کارمندها و کارگران به‌طور رسمی به کارفرمایان خود می‌گویند که به دلیل بیماری نمی‌توانید سر کار بیایند.
6. اعتصاب با استعفا
7. اعتصاب محدودشده: کارگران به انجام بیشتر وظایف خود به نحو احسن ادامه می‌دهند، اما از انجام برخی کارهای حاشیه ای خودداری می‌کنند، یا از اضافه کاری امتناع می‌ورزند، یا از کار در روزهای خاصی خودداری می‌کنند.
8. اعتصاب انتخابی و خاص: کارگران فقط از انجام انواع خاصی از کار خودداری می‌کنند و خود به وظایف خود اعتراض دارند. برای مثال در سال ۱۹۷۱، ساحل‌نشینان آمریکایی در فیلادلفیا از بارگیری سلاح در کشتی‌های پاکستانی خودداری کردند، زیرا آنها برای استفاده علیه بنگالی‌ها ارتباط داشتند.

##### اعتصاب چند صنعتی
1. اعتصاب سراسری

##### ترکیبی از اعتصابات و تعطیلی اقتصادی
1. هارتال: هارتال یک اعتراض گسترده‌است که اغلب شامل تعطیلی کامل محیط‌های کاری، ادارات، فروشگاه‌ها و دادگاه‌ها و نوعی نافرمانی مدنی شبیه به اعتصاب کارگری است. علاوه بر اعتصاب عمومی، شامل تعطیلی داوطلبانه مدارس و اماکن تجاری نیز می‌شود.
2. تعطیلی اقتصادی: فلج اقتصادی، به طوری که کارگران اعتصاب می‌کنند و کارفرماها و صاحبان فروشگاه‌های کوچک، فعالیت‌های اقتصادی را متوقف می‌کنند. این روش در زمانی که یک منطقه تحت اشغال است می‌تواند قدرتمند باشد.

#### عدم همکاری سیاسی

##### رد اختیار
1. خودداری یا ترک وفاداری نسبت به دولت یا حاکمیت: امتناع از به رسمیت شناختن یک رژیم از نظر حقوقی، یا شایسته وفاداری از نظر اخلاقی.
2. حمایت نکردن عموم جامعه (عدم حمایت عمومی): زمانی که یک رژیم به حمایت عمومی نیاز دارد یا برای جلب حمایت عمومی درخواست می‌کند، اما موفق به دریافت آن نمی‌شود. برای مثال زمانی که افرادی از حضور برای گوش دادن به سخنرانی رهبر حکومت خودداری می‌کنند.
3. متون و سخنرانی‌های مدافع مقاومت

##### عدم همکاری شهروندان با دولت
1. تحریم نهادهای مقننه
2. تحریم انتخابات
3. تحریم استخدام شدن در دولت یا حفظ مناصب دولتی
4. تحریم سازمان‌ها، ادارات و سایر ارگانهای دولتی
5. خروج از مؤسسات آموزشی دولتی
6. بایکوت موسسات تحت حمایت دولت
7. امتناع از همکاری با مأموران اجرای قانون
8. حذف علائم و نشانه‌ها یا نام مکان‌های مربوط به دولت
9. امتناع از پذیرش مأمورین انتصابی
10. امتناع از انحلال مؤسسات موجود

##### راهکارهای جایگزین برای شهروندان برای مخالفت با دولت
1. همکاری با دولت اما با بی میلی و به کندی
2. عدم اطلاعت و همکاری در صورت عدم نظارت مستقیم
3. نافرمانی مردمی: این روش اعتراض، نادیده گرفتن یا نقض قوانین یا مقررات است اما انجام ندادن آن به صورت علنی است. تفاوت آن با نافرمانی مدنی این است که نافرمانی مدنی، تلافی جویانه و مقابله ای است.
4. نافرمانی پوشیده: نوعی نافرمانی و اعتراض است که با پوشش همکاری و تبعیت انجام می‌شود. برای مثال زمانی که در آلمان نازی، بیک لیست اجباری برای نواختن موسیقی جاز توسط مقامات تحمیل شد. اما سربازان و حضار در مراسم، خواستار اجرای قطعاتی از یک کنسرت شدند.
5. امتناع مردم از جمع شدن یا متفرق شدن
6. نشستن
7. نرفتن به خدمت اجباری و تبعید
8. اختفا، فرار و هویت‌های جعلی
9. نافرمانی مدنی از قوانین «نامشروع»: نقض عمدی، آشکار و مسالمت آمیز قوانین، فرامین و مقررات.

##### اقدامات کارمندان دولتی
1. کمک نکردن به مشاوران و دستیاران دولتی
2. مسدود کردن راه‌های فرماندهی و جریان اطلاعات
3. توقف و مسدود کردن روال اداری توسط کارمندان سازمان‌های دولتی
4. عدم همکاری اداری به صورت گسترده: زمانی که کارمندان دولت از دستورهای ادارات و مقامات بالا سری، اطلاعات نمی‌کنند. نکته اصلی در این روش، گسترده بودن آن است.
5. عدم همکاری قضایی
6. ناکارآمدی عمدی و عدم همکاری توسط مأموران مجری قانون
7. شورش

##### اقدامات واحدها و سازمان‌های دولتی
1. بهانه تراشی و مسدود کردن روال اداری شبه قانونی: در سطح سازمانی و اداری، کل سازمان با پوشش قانون، از قوانین و تصمیمات قضایی سرپیچی می‌کند یا در انجام آن‌ها وقفه می‌اندازد.
2. عدم همکاری توسط نهادهای دولتی محلی: نوعی اعتراض که در آن نهادهای دولتی محلی (مانند شهرداری‌ها و دهیاری‌ها) به صورت آشکارا یا مخفیانه از قدرت مرکزی سرپیچی می‌کنند.

##### اقدامات دولت‌های بین‌المللی
1. تغییرات در نمایندگی‌های دیپلماتیک و سایر نمایندگی‌ها
2. به تأخیر انداختن و لغو رویدادهای دیپلماتیک: مانند زمانی که آمریکا مذاکرات برجام با جمهوری اسلامی را به دلیل سرکوب اعتراضات سراسری ۱۴۰۱ و فروش پهپاد به روسیه برای استفاده علیه شهروندان اوکراین، به تعویق انداخت.[۱۴]
3. خودداری از به رسمیت شناختن دیپلماتیک
4. قطع روابط دیپلماتیک
5. لغو عضویت در سازمان‌های بین‌المللی
6. امتناع از عضویت در مجامع بین‌المللی
7. اخراج دولت و حکومت سرکوبگر از سازمان‌های بین‌المللی: مانند تلاش دولت‌هایی مانند آمریکا و فرانسه برای اخراج جمهوری اسلامی از کمیسیون مقام زن سازمان ملل به دلیل نقض حقوق زنان توسط حکومت و سرکوب وحشیانه معترضان در ایران.[۱۵]
8. منع ورود و اخراج مقام‌ها: مانند زمانی که کانادا مقام‌های ارشد جمهوری اسلامی و افراد وابسته به سپاه پاسداران را به دلیل تروریسم و نقض نظام‌مند و فاحش حقوق بشر از ورود به کانادا منع کرد.[۱۶]

#### روش‌های مداخله بدون خشونت

##### مداخله روانشناختی
1. روزه (اعتصاب غذا، ساتیاگراها)
2. محاکمه معکوس: محاکمه ای که در آن متهم رو به حضار می‌کند و با حرف‌ها و زبان بدن خود، نقش دادستان را بازی می‌کند تا قانون یا سیاست مورد بحث را محاکمه کند.
3. آزار و اذیت غیرخشونت آمیز: تشدید فشارهای خصوصی و عمومی بر کسانی که به عقیده مبارزان، مرتکب اشتباه می‌شوند مانند مسخره کردن یا هو کردن علیرضا دبیر (رئیس فدراسیون کشتی) و حمید سجادی وزیر ورزش جمهوری اسلامی هنگام سخنرانی.

##### مداخله فیزیکی
1. تحصن
2. ایستادن و ترک نکردن
3. راهپیمایی یا تحصن با وسایل نقلیه: مانند راهپیمایی رانندگان اتوبوس یا دوچرخه سوارها با وسایل نقلیه خود.
4. قطع کردن موضوع: قطع کردن کلام یا موقعیتی با انجام یا گفتن چیزی ناگهانی یا به زور که معمولاً بدون فکردن به عواقب آن انجام می‌شود.
5. تحصن متحرک: در این روش اعتراضی برخلاف تحصن و ایستادن، معرتضان در یک محل خاص جمع می‌شوند و در همان‌جا حرکت می‌کنند.
6. نمارخوانی: مانند تحصن است اما معترضین با نماز خواندن‌های متوالی و ترک نکردن مکان، اعتراض خود را نشان می‌دهند.
7. یورش بدون خشونت: معترضین به سمت نقاط کلیدی تعیین‌شده راهپیمایی می‌کنند و تقاضای مالکیت آن مکان را می‌کنند. در این روش الزاماً نباید آن مکان را به دست آورند، اما با این وجود تلاش می‌کنند.
8. یورش هوایی بدون خشونت
9. تهاجم بدون خشونت: مبارزان عمداً و آشکارا وارد یک منطقه ممنوعه می‌شوند.
10. سینه سپر کردن: زمانی که یک فرد، بدن خود را مانع هجوم سرکوبگران می‌کند. مانند زمانی که یک فرد جلوی خودروی سرکوبگر می‌ایستد تا اورا مجبور به تغییر مسیر کند و در نهایت خودروی خود را متوقف کند.
11. سنگربندی: قرار دادن مانع و انسداد فیزیکی مسیر سرکوبگرها. در این روش، معمولاً تعداد و آرایش سنگرها و معترضین به گونه ای است که فعالیت فیزیکی سرکوبگرها امکان‌پذیر نیست.
12. اشغال بدون خشونت: روشی است که ممکن است بعد از یورش یا تهاجم انجام شود و در آن معترضین، یک مکان را اشغال می‌کنند و از آن خارج نمی‌شوند. مانند زمانی که معترضین یا اعتصاب کنندگان کارگر، همرمان با اینکه کار نمی‌کنند، کارخانه را هم اشغال کرده و از آن خارج نمی‌شوند.